# Sociedade Musical Nova Aurora
Sociedade Musical Nova Aurora é uma orquestra da cidade brasileira de Macaé, no Rio de Janeiro. Foi fundada em 8 de junho de 1873.